# 鳥棲國家公園

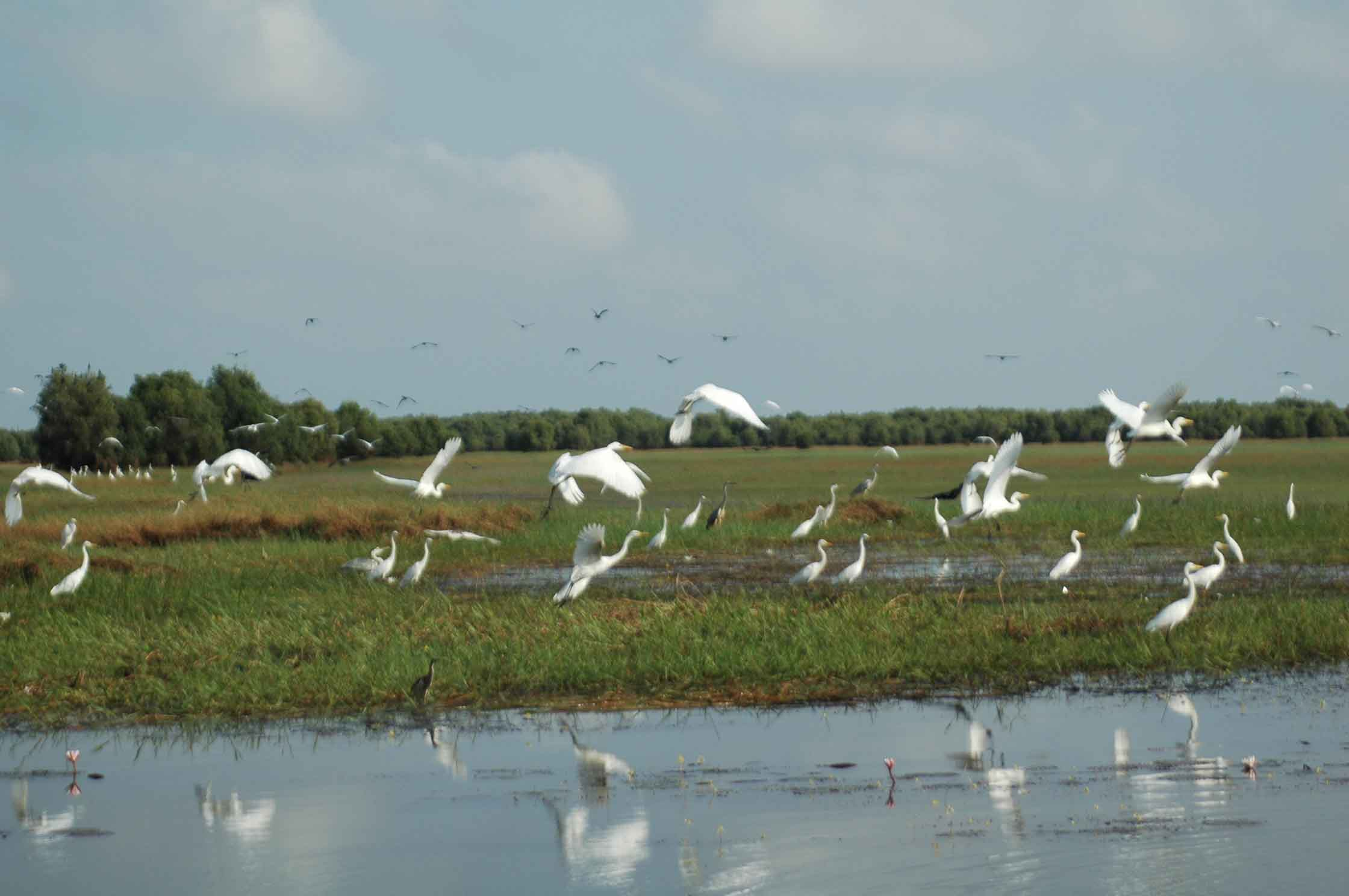

10°43′30″N 105°31′00″E / 10.72500°N 105.51667°E
鳥棲國家公園是越南的國家公園，位於該國南部，處於同塔省，成立於1998年，面積76平方公里，有赤頸鶴等野生鳥類棲息，每年平均降雨量1,650毫米。